# NGC 4828
NGC 4828 је лентикуларна галаксија у сазвежђу Береникина коса која се налази на NGC листи објеката дубоког неба.
Деклинација објекта је + 28° 1' 15" а ректасцензија 12h 56m 42,8s. Привидна величина (магнитуда) објекта NGC 4828 износи 14,6 а фотографска магнитуда 15,6. NGC 4828 је још познат и под ознакама MCG 5-31-17, CGCG 160-29, NPM1G +28.0249, DRCG 27-163, PGC 44176.